# Jean-Jacques Laubry
Pour les articles homonymes, voir Laubry.
Jean-Jacques Laubry, né à Auxerre (France) le 4 février 1916 et mort dans cette ville le 3 décembre 2001, est un compositeur français.

## Biographie
Né à Auxerre, Bourgogne, Jean-Jacques Laubry commence la musique par l'étude du piano dès son plus jeune âge, puis de l'orgue. Il a travaillé l'écriture musicale avec Édouard Mignan et Henri Challan, puis la composition au Conservatoire national de Paris avec Henri Büsser de 1940 à 1946, tout en menant des études de médecine. Au Conservatoire de Paris, il eut comme camarade de classe Henri Dutilleux, Marcel Landowski, Rolande Falcinelli, Pierre Petit, Claude Pascal, Georges Delerue, Odette Gartenlaub... Dans ces années, il se lie d'amitié avec le peintre Reynold Arnould qui fait son portrait, daté du 1er janvier 1944. En août 1944, il épouse Marie-Thérèse Soisson avec laquelle il aura quatre enfants : Brigitte Flottes de Pouzols, Marie-José Avril, Marie-Hélène Laubry et Jean-Louis Laubry.
Il s'installe à Auxerre en 1949 comme médecin pour gagner sa vie, tout en composant son œuvre, principalement la nuit. En 1981, il prend sa retraite pour se consacrer entièrement à la musique. Il laisse un catalogue de 119 numéros d'opus, embrassant tous les genres : trois symphonies, neuf œuvres concertantes dont cinq pour piano et une pour violoncelle dédiée à Pablo Casals, des ballets, un requiem,,, deux opéras, un oratorio Fête religieuse à Vézelay pour le son et lumière (1956) (dont il partage la composition avec son ami le compositeur auxerrois Jacques Berthier, mais réalise toute l'orchestration), deux messes, de la musique de chambre dont un quatuor à cordes, des trios, maintes pièces pour piano dont certaines éditées chez Durand et Choudens et gravées sur disque (Unidisc) par Raffi Pétrossian, des mélodies, des chœurs dont une cantate et de la musique d'orgue.
Les influences qu'il a reçues viennent principalement de la musique française de la première moitié du XXe siècle, notamment Maurice Ravel qu'il admirait pour son goût du jeu, et le Groupe des Six dont Arthur Honegger, Darius Milhaud et Francis Poulenc. Réticent à l'égard du dodécaphonisme, il a critiqué l'avant-garde sérielle et ses anathèmes dans un pamphlet inédit. Le musicologue Marc Honegger a défini son style ainsi : « Une musique aux structures toujours perceptibles où le rythme joue un rôle important. Bien qu'il voit dansé tout ce qu'il écrit, la musique reste pour lui une recherche intérieure ». Il a souvent été remarqué pour ses qualités d'orchestrateur, dans la lignée de la tradition française.
Il meurt à Auxerre en décembre 2001, où ses obsèques sont célébrées à la cathédrale en présence d'une foule nombreuse et où est interprété son Prélude de choral pour trombone et orgue,.
Quelques musiciens ont joué, dirigé et/ou enregistré ses œuvres parmi lesquels Pierre Sancan, André Theurer, Odette Gartenlaub, Georges Delerue, Raffi Pétrossian, Michèle Leclerc, Bernard Calmel, Serge Baudo, Hugues Reiner, Géraldine Toutain, André Gonnet, Daniel Jean, Marie-Andrée Morisset, Cyprien Katsaris, Éric Lebrun, Jean-Walter Audoli… Cependant, de nombreuses pièces notamment symphoniques restent à créer. La totalité de ses manuscrits musicaux est conservée à la Bibliothèque municipale d'Auxerre et sont consultables sur place avec possibilité de photocopie. Il a été membre de la SACEM et de la SACD.

## Œuvres principales de Jean-Jacques Laubry
ordre chronologique
- 1940
  - Étude de concert pour piano, création 1943 salle Chopin, Paris
- 1942
  - Sonatine n° 1 pour piano, création 1942 par Suzanne Etourny, Paris
  - Concerto n°1 pour piano, dit Radwan-Concerto (dédié à Auguste de Radwan) ou Concerto romantique, création 2 avril 1943 par Pierre Sancan et l'orchestre Colonne, direction André Theurer, théâtre du Châtelet, Paris
- 1943
  - Mélodies pour voix, violon, violoncelle et piano, création 1943, par Jean Legrand ténor et le Trio Jacques Canet, École normale de musique, Paris
  - Suzotte ballet en un acte pour orchestre sur un livret de Robert Rey
- 1944
  - Ballade romantique pour piano et orchestre, création juin 1947 par Raffi Pétrossian et la Société des Concerts du Conservatoire,direction Jean Fournet, théâtre des Champs-Élysées, Paris
- 1946
  - Concerto pour violoncelle et orchestre, dédié à Pablo Casals, création du premier mouvement par Anatoli Sapine et l'Orchestre de Koursk, Russie, direction Hugues Reiner, 29 novembre 1998, église Sainte Geneviève des Brichères, Auxerre
  - Dix Préludes pour piano, Editions Durand, enregistrés par Raffi Pétrossian, 1972, disque vinyle Unidisc UD 30 1225, enregistrement numérisé; enregistrés par Ernest So, 2019, CD ESPL : "La Musique Française", Vol. 2, écoutables sur Spotify
  - Prélude n°4 enregistré par Cyprien Katsaris 2011, CD Piano 21, P21 037-N
- 1954
  - Sonate en trio pour violon, violoncelle et piano, création 1954 par le Trio Jacques Canet, École normale de musique, Paris
  - Suite classique pour trio à cordes (violon, alto, violoncelle), création août 1972, festival des Carroz, Les Carroz-d'Araches
- 1956
  - Vézelay, un opéra de pierre, festival son et lumière, pour récitant, chœur et orchestre, livret : Loys Masson, musique : Prélude, première et deuxième parties : Jean-Jacques Laubry, troisième partie : Jacques Berthier, orchestrée par Jean-Jacques Laubry, chœur et orchestre dirigé par Serge Baudo et Georges Delerue, enregistrement analogique numérisé
  - Prélude pour trombone et orgue, création pour le son et lumière de la cathédrale d'Auxerre 1961, par Yvon Cornu et Jacques Berthier, enregistrement numérisé
- 1966
  - Concerto manchot pour piano à une main ou harpe et orchestre, création 1966 par Carmen Taccon-Dévenat, Paris
  - Yogata, Suite n°1 pour violoncelle et piano, création 1967 par André Gonnet et John Mac Grew, enregistré sur disque vinyle RMP Paris Mono, enregistrement numérisé
- 1967 
  - La foule dans la solitude ballet en un acte pour orchestre, création de la version pour piano à quatre mains 1967 par le Duo Philippe Corre et Edouard Exerjean, création partielle de la version originale par l'orchestre de la Garde républicaine, direction Guignebat, 31 octobre 1986, cathédrale d'Auxerre, enregistrements numérisés
  - Concerto pour flûte et orchestre à cordes
- 1968 
  - Mini-Symphonie n°1 pour orchestre à cordes, création 1968 par le Jugendorchester Rheinland Pfalz, direction Michael Luig, à Worms, dans le cadre du jumelage avec Auxerre, enregistrement numérisé
- 1969 Sonate pour piano n°1
  - Amour du jeu et jeu de l'amour ballet en un acte pour orchestre
  - Triptyque pour trompette et orgue, créé et enregistré par Daniel Jean et Robert Pfrimmer, disque Unidisc UD 30 193
  - Concerto pour trompette et orchestre à cordes ou orgue, création 1972 par Jean-Claude Jorand et Michèle Leclerc, cathédrale de Sens
- 1971 
  - Quatuor de Saxophones
- 1972 
  - Opéra sur la Vitre Oratorio profane sur un poème de Denis Clavel pour récitant, violon solo et orchestre, création août 1972, orchestre du Festival des Carroz, direction René-Pierre Chouteau, Les Carroz-d'Arraches
  - Mini-Symphonie n°2 pour une flûte, une clarinette et orchestre à cordes, création 1972 par l'Orchestre de Saint-Julien-du-Sault ; 2e audition 11 mai 1997 par l'Orchestre de l'Ecole Nationale de musique d'Auxerre, direction Géraldine Toutain, cathédrale d'Auxerre, enregistrement numérique
  - Quatorze Préludes pour piano, éditions Choudens, Paris, enregistrés par Raffi Petrossian, 1972, disque vinyle Unidisc UD 301225, enregistrement numérisé
  - Quatre Pièces pour Quatuor à vent: flûte, hautbois, clarinette et basson
- 1973 
  - Concerto pour piano n° 2 printanier
  - Quatuor à corde, création 24 février 2002 par le Quatuor Athenaeum, théâtre d'Auxerre, enregistrement numérique
  - Liturgie chorégraphique pour 3 pianos et percussions
- 1974 
  - Le monde des petits et des grands enfants 18 pièces pour piano, Edition Pacar 12 Boulevard Vauban 89000 Auxerre
- 1975 
  - Requiem pour soli, chœur, orchestre et orgue, création partielle (8 numéros sur 11) 24 mars 1983 par le Chœur des solistes, direction Hugues Reiner, église Saint-Étienne-du-Mont, Paris, enregistrement numérisé ; version intégrale 11 mai 1997 par les Chœurs de l'Yonne et l'Orchestre de l'E.N.M. d'Auxerre, direction Géraldine Toutain, cathédrale d'Auxerre, enregistrement numérique
- 1976 
  - Sonate pour violon et piano, version violoncelle et piano, création juillet 1976 par Claude Décamps et Françoise Martin, Avallon The Spider and the Fly cantate pour soprano solo, chœur et orchestre de chambre, poème de Mary Howitt, création 1976 par Alma Bright Clarke et Chœur et Orchestre de Redditch, Royaume-Uni, direction du compositeur, dans le cadre du jumelage avec Auxerre
- 1977 
  - Nosate de Zomart, chökel 3114116 pour piano
- 1979 
  - Sonate en duo pour violon et violoncelle, création 7 août 2008 par Raphaëlle Pacaut violon, Chapelle de Port-Blanc,enregistrement numérique
  - Sonate pour piano n°2
  - Trois Mélodies intimistes pour soprano et piano, poèmes de Patrick Van Gall, création 24 février 2002 par Bernadette Renou et Géraldine Toutain , théâtre d'Auxerre
- 1980 
  - Petite musique de jour, pour vents, batterie, célesta, 2 guitares, harpe et contrebasse, création par l'Orchestre du Conservatoire de Cachan, direction Raffi Petrossian
- 1981 
  - Triptyque sur les Gùnas pour orgue, enregistré par Henri Pauly-Laubry à l'orgue de la cathédrale de Beauvais
  - Phantepsy suite pour 2 pianos et percussions
- 1983 
  - Symphonie La Nuit d'un musicien pour grand orchestre symphonique
- 1984 
  - Concerto pour orgue, orchestre à cordes, timbales et batterie, création 29 mai 2005 par Éric Lebrun et l'Ensemble Jean-Walter Audoli, église de Montmorency, enregistrement numérique
  - Sonate pour piano n°3
- 1988 
  - Les Chants de l'au-delà pour voix et piano, poèmes de Lucien Billy
- 1989 
  - Suite carnavalesque pour 2 pianos
  - Nocturne n°3 pour piano
  - Au chat en broche opérette en 4 actes, livret de Jean-Paul Mattern
- 1990 
  - L'Etang drame lyrique en un prologue, 3 actes et un épilogue, livret de Stéphane Faye
  - Sextuor pour clarinettes (autre version: pour cordes)
- 1991 
  - Messe pour chœur et orgue
  - Rhapsodie sur un thème de César Franck pour piano et orchestre (autres versions : 2 pianos ou orgue)
- 1992 
  - Obsession Etude pour piano
  - Sonate pour piano n°4
- 1993 
  - Le Beau Néro de Ravenne ballet commenté pour récitant et piano à 4 mains
  - Mini-Symphonie pour orgue
- 1994 
  - Sonate pour piano n°5
- 1995 
  - Sonate en duo pour alto et violoncelle
- 1996 
  - Quatre Chansons pour voix et piano, poèmes d'André Rivoire
- 1998 
  - Prélude pour trompette et orgue, création 29 mai 1998 par Marie-Andrée et Michel Morisset, Saint-Ouen de Rouen, enregistrement CD A.S.O. 99 976